# Matti Oivanen
Matti Oivanen est un joueur finlandais de volley-ball né le 26 mai 1986 à Huittinen (Satakunta). Il mesure 1,99 m et joue central. Il est le frère jumeau de Mikko Oivanen, également joueur de volley-ball. Matti Oivanen a disputé son premier match en équipe de Finlande contre l'Allemagne à Tampere en 2005.

## Liens externes

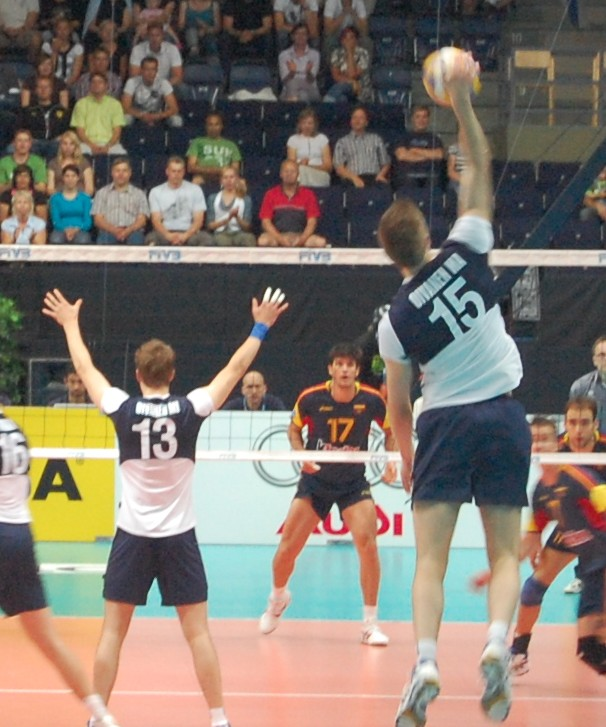
Matti Oivanen au service

## Clubs
| Club                | Pays     | De        | À         |
| ------------------- | -------- | --------- | --------- |
| Raision Loimu       | Finlande | 2004-2005 | 2005-2006 |
| Pielaveden Sampo    | Finlande | 2006-2007 | 2007-2008 |
| Beauvais OUC        | France   | 2008-2009 | 2008-2009 |
| Pallavolo Plaisance | Italie   | 2009-2010 | …         |

## Palmarès
- Ligue européenne
  - Finaliste : 2005
- Coupe de Finlande (1)
  - Vainqueur : 2004